# Cozumelspotlijster
De cozumelspotlijster (Toxostoma guttatum) is een vogelsoort uit de familie Mimidae die voorkomt op het eilandje Cozumel, een eilandje in  de Caribische Zee dicht bij  het schiereiland Yucátan in Mexico.  De vogel werd in 1885 door Robert Ridgway geldig beschreven. Het is een ernstig bedreigde, endemische vogelsoort.

## Kenmerken
De vogel is 23 cm lang. De vogel is kastanjebruin van boven met een dubbele witte vleugelstreep. De kop is grijs met een bleekwitte wenkbrauwstreep boven het oog. De borst en buik zijn wit met zwarte lengtestreepjes. De snavel is lang en gebogen en zwart gekleurd, de poten zijn ook zwart.

## Verspreiding en leefgebied
De soort komt voor op het eilandjes Cozumel. Oorspronkelijk was het leefgebied dicht struikgewas dat aan akkers grensde. Dit type leefgebied werd in 1988 (orkaan Gilbert) en 1995 (orkaan Roxanne) zwaar beschadigd door tropische strormen. Na 2000 werden de vogels alleen nog in bos zonder struikgewas waargenomen.

## Status
De cozumelspotlijster heeft een zeer klein verspreidingsgebied en daardoor is de kans op uitsterven aanwezig. De grootte van de populatie werd in 2012 door BirdLife International geschat op minder dan 50 individuen en de populatie-aantallen nemen af. Voor de storm uit 1988 was het nog een algemene vogel. Een serie tropische stormen heeft het leefgebied vernietigd. Om deze redenen staat deze soort als ernstig bedreigd (kritiek) op de Rode Lijst van de IUCN.